# Era lei che lo voleva!
Era lei che lo voleva! è un film del 1953 diretto da Marino Girolami e Giorgio Simonelli. Racconta dei battibecchi amorosi tra una dottoressa della psiche e un pugile dai modi alquanto bruschi.

## Trama
Dopo aver visto su una rivista sportiva il famoso pugilatore Dinamite, una ragazza è preda di visioni, vedendo in ogni persona che incontra il volto del boxeur. Il suo dottore riesce a farle ricordare di averlo di fatto incontrato in una fugace e spiacevole occasione, giungendo però alla conclusione che le visioni sono frutto del suo inconscio amore per lui.